# 张茅站
张茅站是一个陇海线上的铁路车站，位于河南省三门峡市陕州区张茅乡，建于1924年，目前为四等站，邮政编码为472121。目前客运：办理旅客乘降；不办理行李、包裹托运；货运：办理整车货物发到。